# 二木島駅
二木島駅（にぎしまえき）は、三重県熊野市二木島町にある、東海旅客鉄道（JR東海）紀勢本線の駅である。

## 歴史
三木里駅 - 新鹿駅間は紀勢本線最後の延伸区間に当たり、当駅は開設当初から同線に属した。
紀勢本線は当地を経由するため、東寄りに迂回している。本来の計画では賀田駅 - 新鹿駅間を1本のトンネルで直接結ぶはずであったが、二木島の人々の陳情により、トンネルを大きく2つに分けた上、二木島峠と逢神坂峠を越える現ルートに変更したと言われる。

### 年表
- 1959年（昭和34年）7月15日：国鉄紀勢本線三木里駅 - 新鹿駅間延伸時に開設[1][2]。
- 1978年（昭和53年）4月1日：貨物取扱廃止[2]。
- 1983年（昭和58年）12月21日：無人駅化[3]。荷物扱い廃止[2]。
- 1987年（昭和62年）4月1日：国鉄分割民営化に伴い、JR東海の駅となる[1]。

## 駅構造
単式ホーム1面1線を有する地上駅。ホームは高台にあり、正面に二木島湾を一望可能。
ホーム北端（賀田駅方）に、開設当時からのモルタル製駅舎を備える。出入口は妻面にあり、周辺の集落とは舗装された坂道や階段で連絡している。
熊野市駅管理の無人駅。駅舎内の窓口はシャッターが降ろされたままとなっている。トイレが設置されているが、2023年9月現在使用不可。

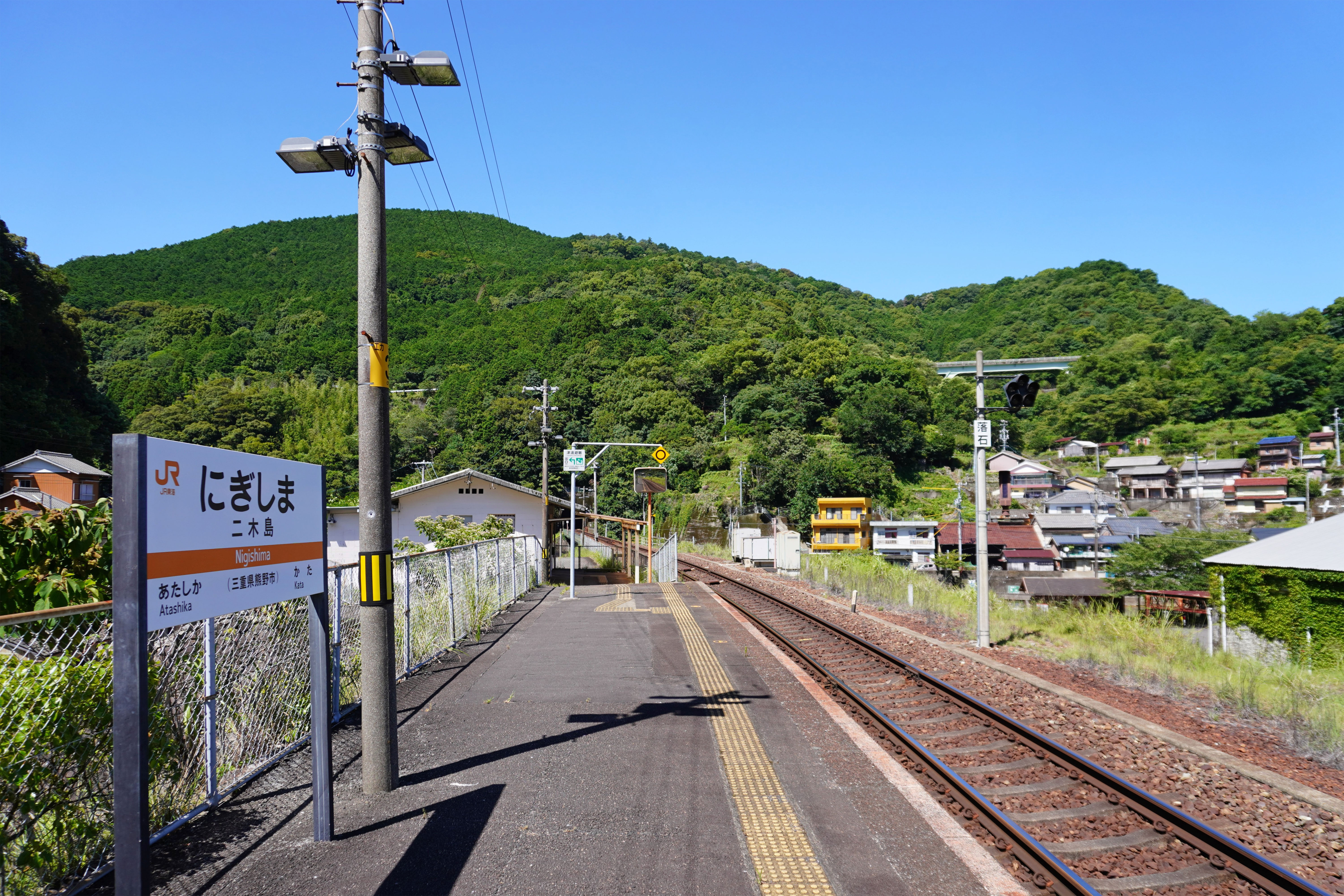
ホーム（2023年7月）

## 利用状況
「三重県統計書」によると、近年の1日平均乗車人員の推移は以下の通り。
| 年度   | 1日平均 乗車人員 |
| ------ | ---------------- |
| 1998年 | 120              |
| 1999年 | 109              |
| 2000年 | 100              |
| 2001年 | 94               |
| 2002年 | 78               |
| 2003年 | 75               |
| 2004年 | 70               |
| 2005年 | 67               |
| 2006年 | 65               |
| 2007年 | 63               |
| 2008年 | 52               |
| 2009年 | 48               |
| 2010年 | 44               |
| 2011年 | 39               |
| 2012年 | 39               |
| 2013年 | 37               |
| 2014年 | 27               |
| 2015年 | 27               |
| 2016年 | 23               |
| 2017年 | 19               |
| 2018年 | 19               |
| 2019年 | 19               |

## 駅周辺
二木島集落内にあり、港にも近い。
- 熊野市役所 荒坂出張所
- 熊野警察署 二木島駐在所
- 二木島郵便局
- 二木島町公民館
- 二木島漁村センター
- 熊野市立荒坂小学校
- 熊野市立荒坂中学校
- 楯ヶ崎
- 三重県道572号二木島港線
- 国道311号
- 熊野市自主運行バス「二木島駅」停留所：潮風かほる熊野古道線

## 隣の駅
東海旅客鉄道（JR東海）
■紀勢本線
賀田駅 - 二木島駅 - 新鹿駅